# Cazaux-Savès
Cazaux-Savès är en kommun i departementet Gers i regionen Occitanien i sydvästra Frankrike. Kommunen ligger i kantonen Samatan som tillhör arrondissementet Auch. År 2022 hade Cazaux-Savès 329 invånare.

## Befolkningsutveckling
Antalet invånare i kommunen Cazaux-Savès
Referens:INSEE